# سانتا ماریا هوئه
سانتا ماریا هوئه (به ایتالیایی: Santa Maria Hoè) یک کومونه در ایتالیا است که در استان لکو واقع شده‌است. سانتا ماریا هوئه ۲٫۸ کیلومتر مربع مساحت و ۲٬۱۴۰ نفر جمعیت دارد.